# 臭蒿
臭蒿（学名：Artemisia hedinii）为菊科蒿属的植物。分布在克什米尔、巴基斯坦、锡金、印度、俄罗斯、尼泊尔以及中国大陆的西藏、云南、甘肃、四川、内蒙古、青海、新疆等地，生长于海拔2,000米至5,000米的地区，多生长于路旁、湖边草地、田边、河滩、砾质坡地和林缘等，目前尚未由人工引种栽培。

## 别名
海定蒿（俗称），牛尾蒿（甘肃），“乌母黑-沙里尔日”（蒙语名），“桑子那保”（藏语名），“克朗”（四川西部藏语名）